# 王塾
王塾（?—?），山東省登州府萊陽縣人，清朝政治人物、同進士出身。
光緒十六年（1890年），参加光緒庚寅科殿試，登進士三甲90名。同年五月，改翰林院庶吉士。光緒十八年五月，散館，授翰林院檢討。